# Keramische Hütte

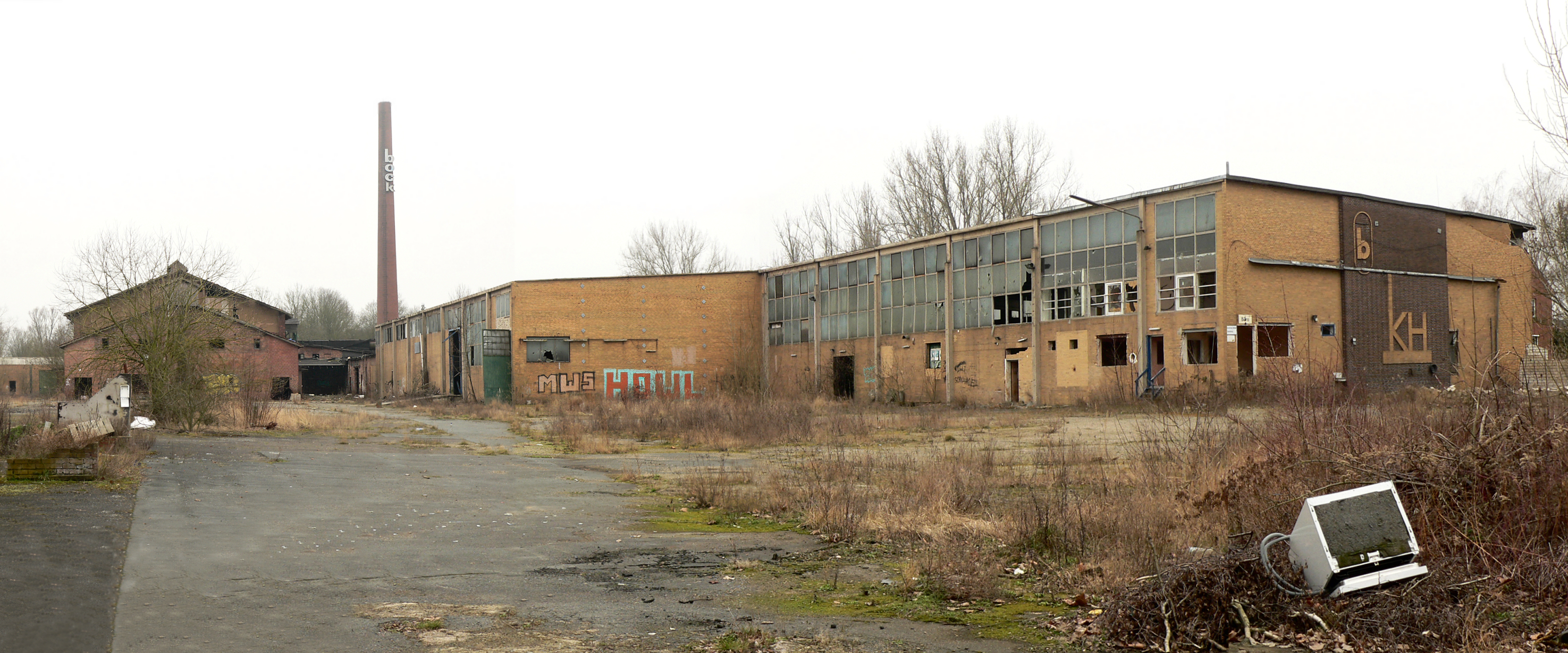
Keramische Hütte, 2021

Die Keramische Hütte war eine an der B 65 gelegene Ziegelei in Sehnde in der Region Hannover in Niedersachsen. Sie produzierte ab etwa dem Jahr 1900 Mauerziegel. 1982 kam es zur Stilllegung und zu einer Nachnutzung durch Kleingewerbe. Seit etwa 2013 ist ein Abriss der Betriebsgebäude geplant, um auf dem Areal Wohngebäude zu errichten.

## Geschichte und Beschreibung
Eine Vorgängeranlage befand sich weiter westlich in Richtung Sehnde. Vermutlich bestand sie bereits in der Mitte des 19. Jahrhunderts, als durch den 1846 erbauten Bahnhof der Antransport von Kohle als Brennmaterial und der Abtransport von Ziegelsteinen erleichtert wurde. Wegen möglicher Brandgefahren durch den Bau eines Hoffmannschen Ringofens musste die Ziegelei vom Ort abrücken und entstand um 1900 etwa 500 Meter weiter östlich. Sie verarbeitete Ton, der im näheren Umfeld des Betriebsgeländes in Gruben gewonnen wurde. Die Tonvorkommen liegen hier in geringer Tiefe am Ostrand eines großen Salzstocks, der sich von Sarstedt über Sehnde bis Lehrte ausbreitet. Beim Bau des Mittellandkanals Ende der 1920er Jahre stellte die Ziegelei die eigene Tongewinnung ein und lagerte den beim Kanalbau anfallenden Bodenaushub in ihren Tongruben ein. Dies war zum Brennen von Steinen geeigneter Ton. Da er von geringerer Qualität war, wurden aus ihm Hintermauersteine gebrannt.

### Mechanisierung
Bis 1948 war die Keramische Hütte eine Aktiengesellschaft. Danach übernahm ein Kaufmann das Werk und 1954 kam es an die Dörentruper Sand- und Thonwerke GmbH, die qualitativ hochwertigeren Ton aus einer eigenen Grube in Duingen verarbeitete. Damit wurden Verblendklinker hergestellt, die höhere Erträge brachten und eine weite Verbreitung bis nach Berlin und Hamburg fanden. In den Unternehmensstandort in Sehnde wurden umfangreiche Mittel investiert und es entstanden neue Betriebsgebäude und Anlagen. Dazu zählt ein moderner Tunnelofen mit Abluftnutzung für die Trocknung der Steinrohlinge. Weitere Verbesserungen, wie eine Steinschneidemaschine, eine Beschickungsanlage und die Stapelung der fertigen Klinker führten zu einer leistungsfähigen Ziegelei, die kostengünstig arbeitete. Die Ziegelei produzierte mit bis zu 100 Arbeitskräften im Hoffmannschen Ringofen und im Tunnelofen jährlich rund 20 Millionen Steine. Nach der Mechanisierung und der Außerdienststellung des Ringofens etwa in den 1950er Jahren sank die Mitarbeiterzahl auf unter 50 Personen und die Kapazität sank auf 14 Millionen Steine jährlich. Bei den Beschäftigten handelte es sich um einheimische Kräfte und Gastarbeiter aus Spanien und Portugal.

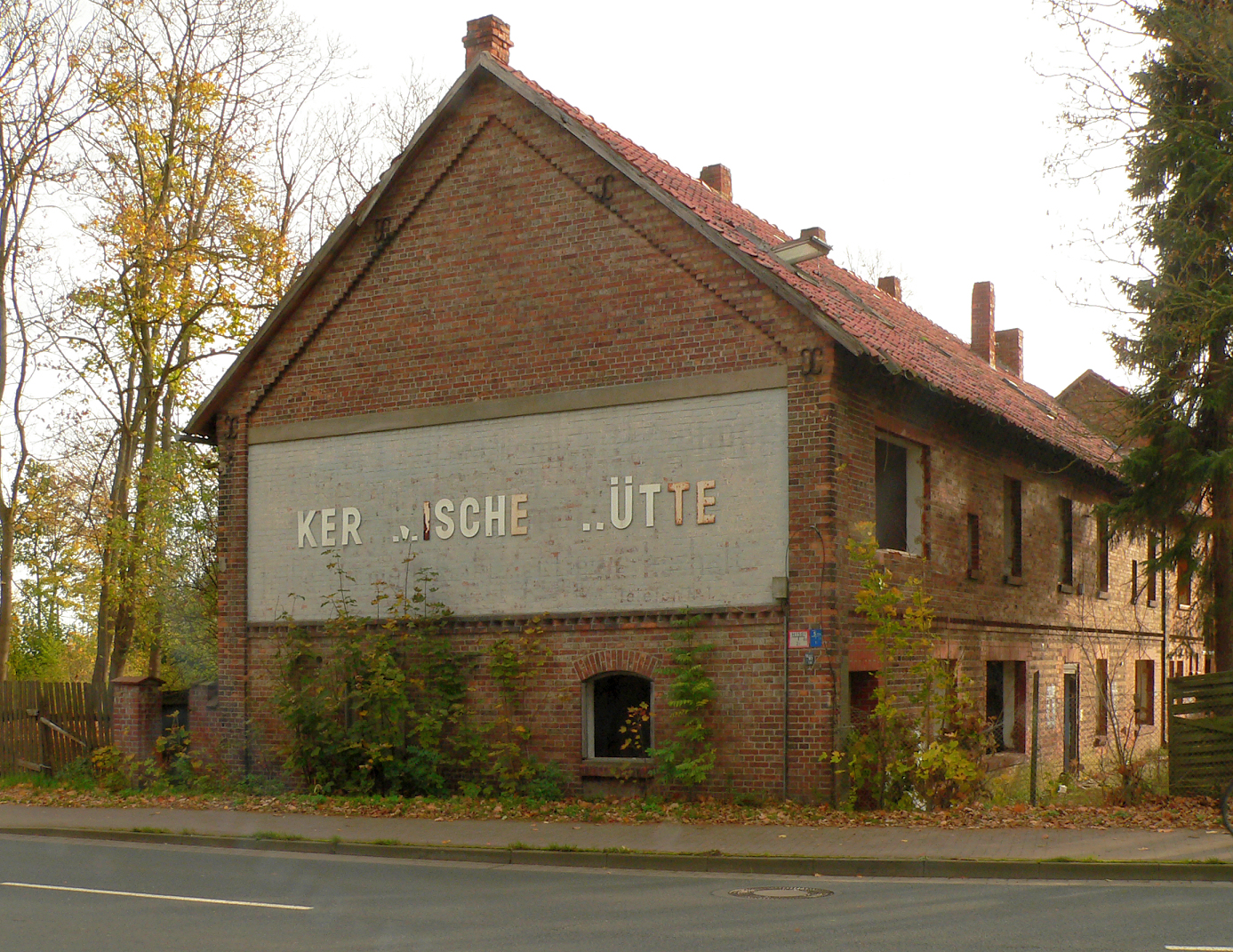
Früheres Betriebsgebäude an der B 65 mit Firmeninschrift „Keramische Hütte“
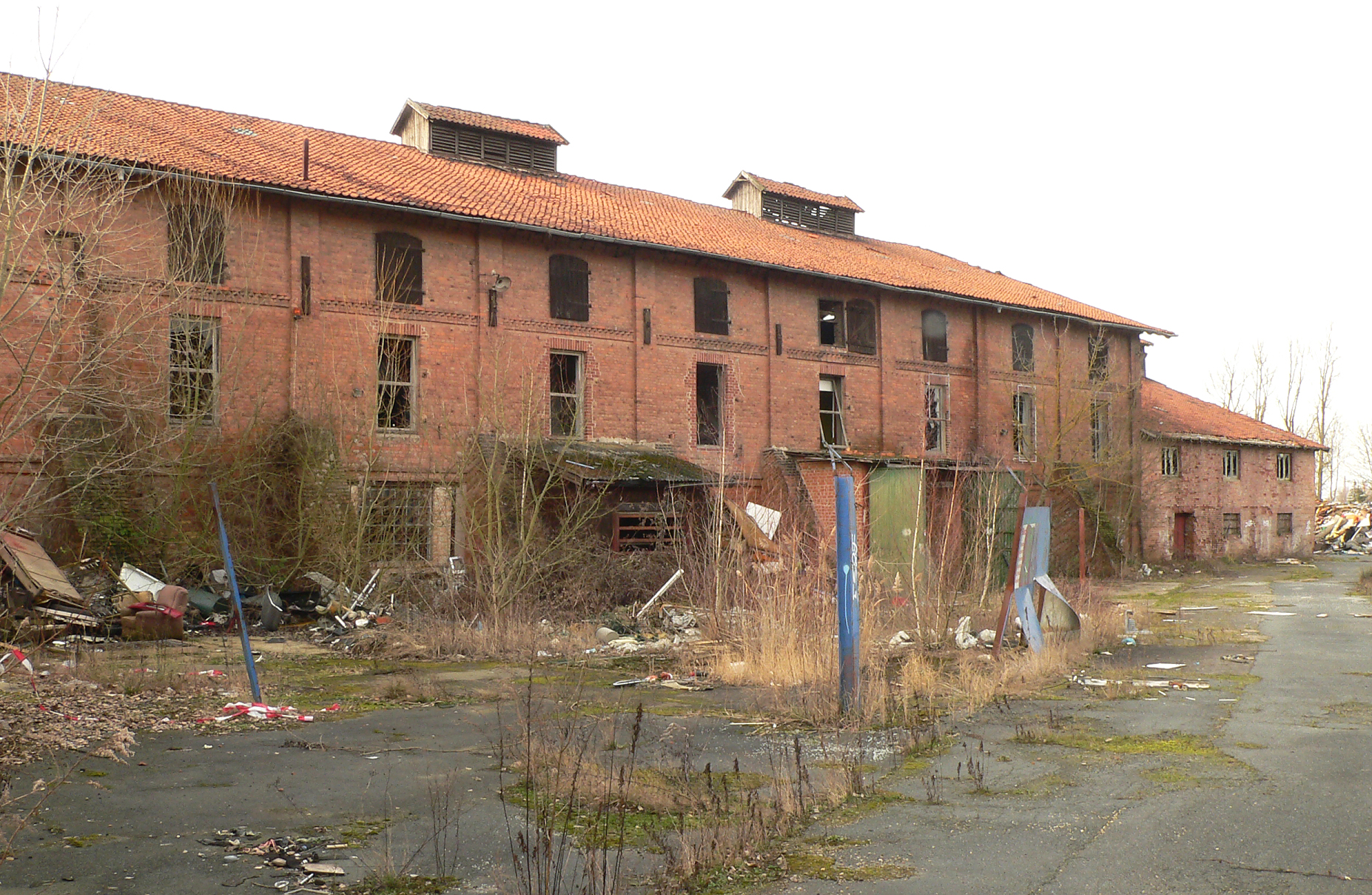
Fabrikgebäude mit dem Ringofen, 2022 abgebrannt
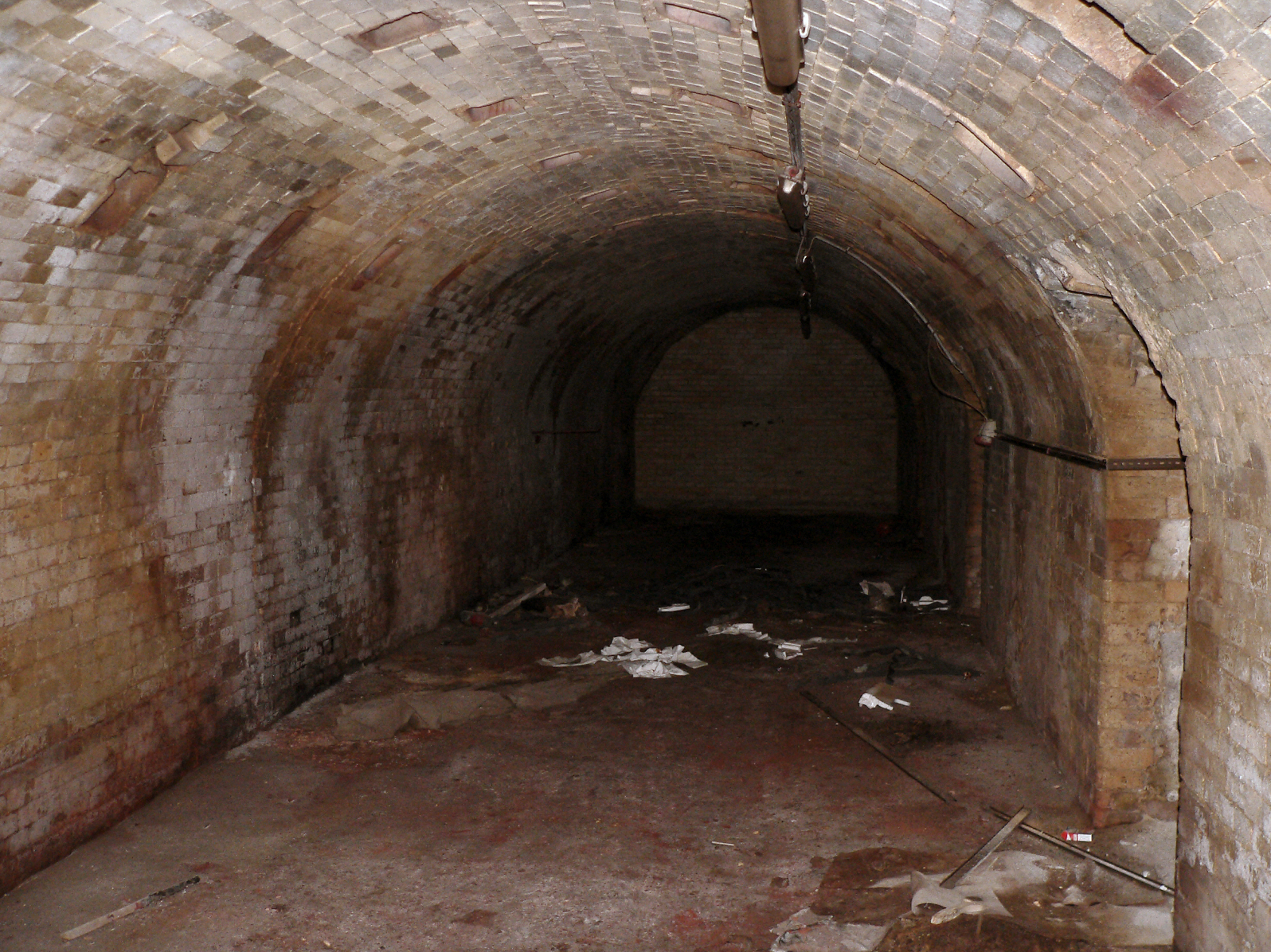
Innenraum des Hoffmannschen Ringofens
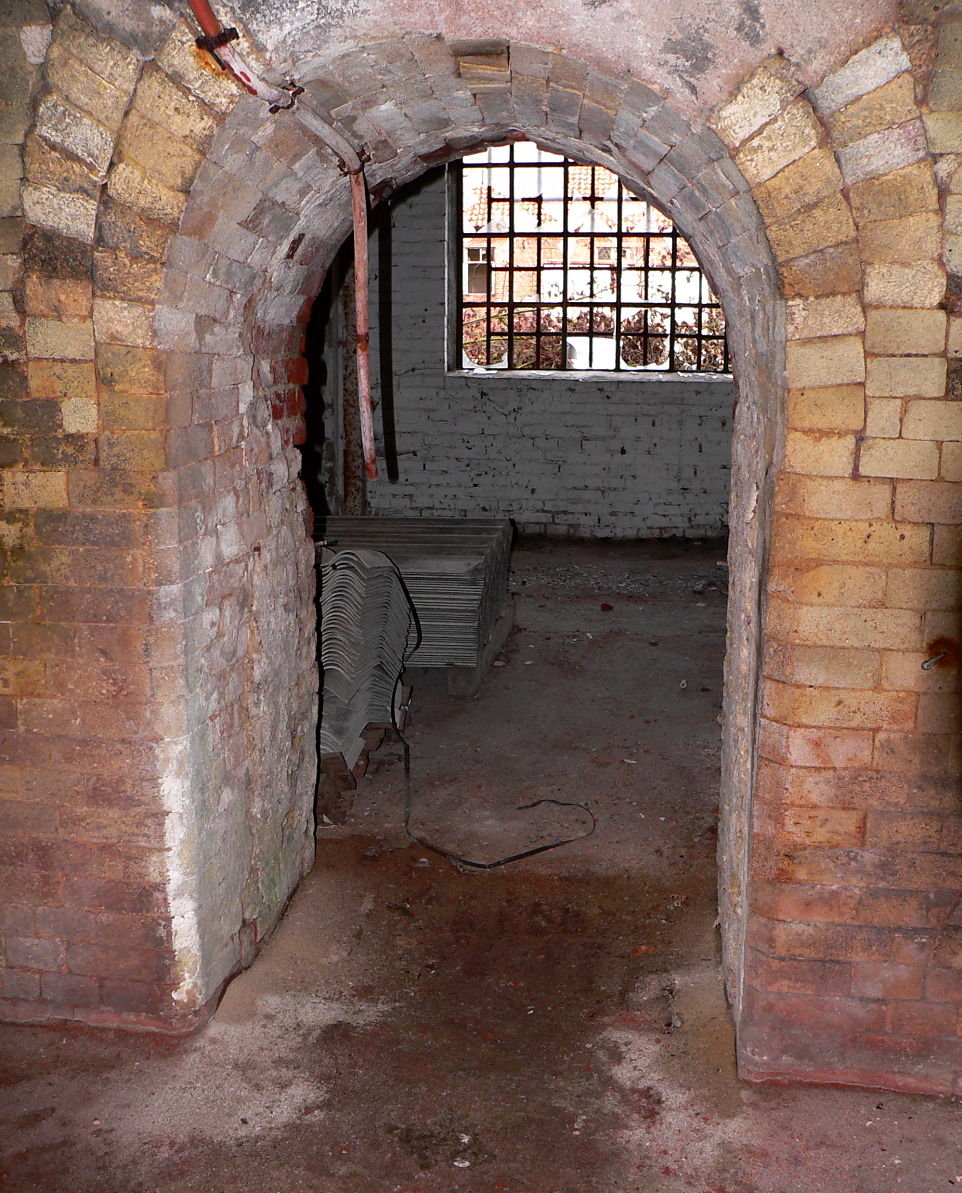
Seitenzugang zum Ofen

### Niedergang und Neubaupläne

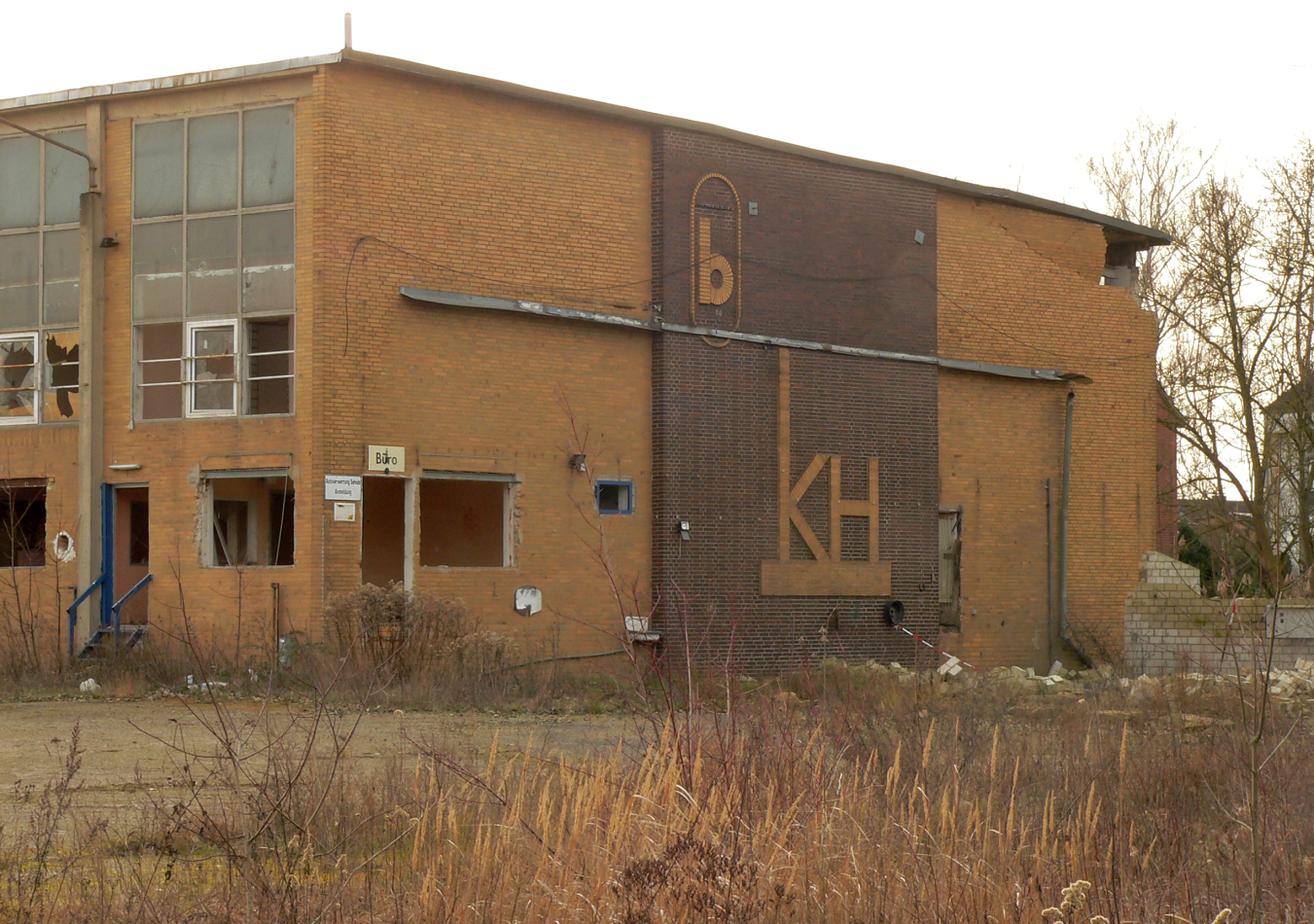
Neueres Betriebsgebäude mit den Initialen „KH“ des Betriebes und „b“ für die Firmengruppe Bock

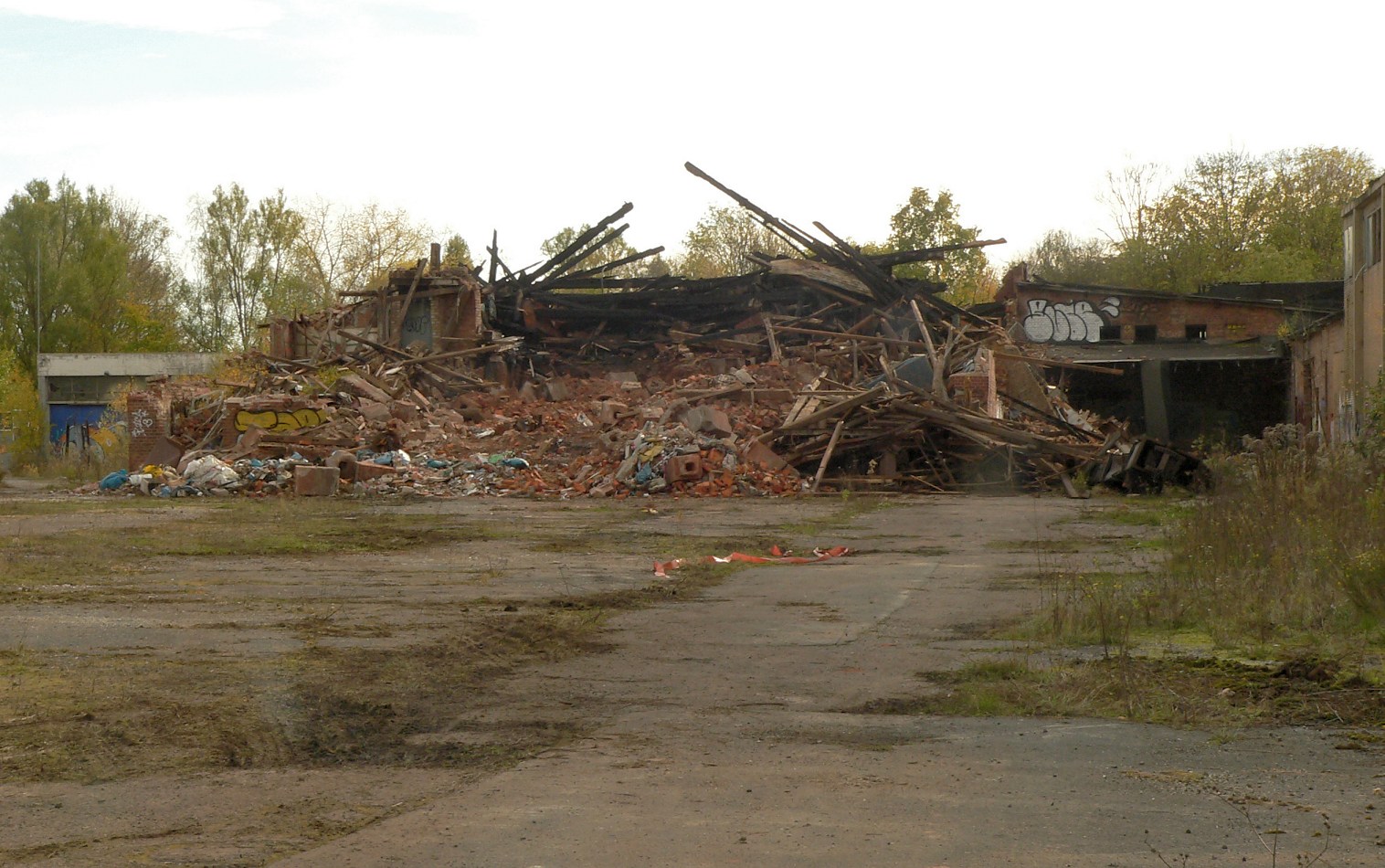
Reste des 2022 abgebrannten Fabrikgebäudes

Infolge der abflauenden Baukonjunktur Mitte der 1970er Jahre kam es 1982 zur Stilllegung und zur Entlassung der restlichen 25 Mitarbeiter. Danach folgte eine Nutzung des Betriebsgeländes für Werkstätten, Kleingewerbe und als Recyclinghof. 
2013 erwarb der Investor Dolphin Trust aus Langenhagen das 28.000 m² große Firmenareal, um darauf durch Neubauten seniorengerechten Wohnraum zu schaffen. 
Nachdem die Gewerbetreibenden das Gelände wegen der Abrisspläne zur Errichtung von Wohngebäuden verlassen hatten, verkam es zur Industriebrache mit Vandalismus und Brandlegungen. Der geplante Baustart im Jahr 2018 wurde nicht eingehalten und das Gelände kam an einen weiteren Investor. Im Jahr 2022 gab es vier Feuerwehreinsätze auf dem Gelände. Bei einem Großbrand im November 2022 wurde ein 60 × 20 Meter großes Fabrikgebäude zerstört. 2024 kam es innerhalb von vier Tagen zu drei Bränden auf dem Gelände. Die polizeilichen Brandermittler gingen von menschlichem Handeln für die Brände aus.